# Karel Petrů
Karel Petrů (24 de gener de 1891 - 1949) fou un futbolista txecoslovac. Fou l'entrenador de la seva selecció nacional a la Copa del Món de Futbol de 1934, en la qual el seu combinat caigué a la final contra Itàlia per 2 a 1.